# Acineta chrysantha
Espèce
Acineta chrysantha est une espèce d'orchidée épiphyte originaire d'Amérique Centrale.

## Synonymes
- Acineta densa Lindl. & Paxton, 1850
- Acineta warscewiczii (Kunth) Klotzsch, 1852
- Neippergia chrysantha C.Morren, 1849

## Distribution
Forêts d'altitude, vers 1300 m au Guatemala, Salvador, Costa Rica et Panama. 

## Illustrations

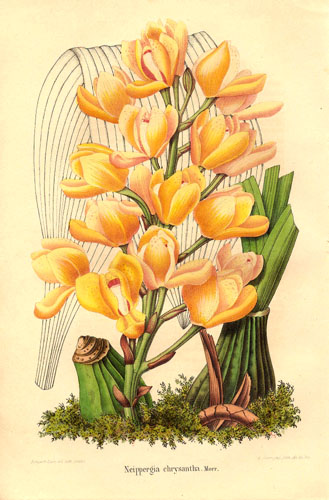
Acineta chrysantha, Charles Morren Journal d’horticulture 1849